# Калачик, Владимир Михайлович
Владимир Михайлович Калачик (24 июля 1930 года, деревня Мороськи — 19 марта 2020 года, деревня Засковичи) — председатель колхоза «Светлый путь» Молодечненского района Минской области, Белорусская ССР, кандидат экономических наук, Герой Социалистического Труда (1966). Депутат Верховного Совета СССР 6-го созыва. Народный депутат СССР. Депутат Верховного Совета БССР.

## Биография
Родился в 1930 году в крестьянской семье в деревне Мороськи (сегодня — Молодечненский район, Минская область). Во время Великой Отечественной войны стал сиротой. После войны работал в домашнем хозяйстве. С 1951 года трудился учётчиком и бригадиром в местном колхозе. Окончил Гродненскую сельскохозяйственную школу подготовки руководителей сельского хозяйства (1954).
В 1957 году избран председателем колхоза «Светлый путь» Молодечненского района. Вывел колхоз в число передовых сельскохозяйственных предприятий Минской области. При его руководстве урожайность зерновых увеличилась с 6 центнеров и картофеля — с 60 центнеров с каждого гектара в 1957 году до 300 центнеров картофеля и 50 центнеров зерновых в конце десятой пятилетки (1976—1980). Колхоз стал миллионером и в 1976 году был награждён Орденом Трудового Красного Знамени.
В 1963 году окончил заочное отделение Белорусской сельскохозяйственной академии.
Указом Президиума Верховного Совета СССР от 30 апреля 1966 года за успехи, достигнутые в увеличении производства и заготовок картофеля, овощей и плодов, удостоен звания Героя Социалистического Труда с вручением ордена Ленина и золотой медали «Серп и Молот».
В 1974 году защитил диссертацию на соискание научной степени кандидата экономических наук.
Избирался делегатом XXIV съезда КПСС, депутатом Верховного Совета СССР 6-го созыва (1962—1966), Верховного Совета БССР и Народным депутатом СССР (1989—1991). В 1969 году участвовал на III Всесоюзном съезде колхозников.
С 1988 по 1990 год — генеральный директор агрокомбината «Молодечненский».
В 1990 году вышел на пенсию. Проживал в селе Засковичи.
Умер 19 марта 2020 года.

## Награды
- Медаль «Серп и Молот»
- Два ордена Ленина
- Орден Октябрьской революции
- Орден Трудового Красного Знамени
- Орден Дружбы народов
- Две Почётные Грамоты Президиума Верховного Совета БССР
- Две Грамоты Патриаршего Экзарха всея Беларуси митрополита Филарета